# Volta do Senegal
A Volta do Senegal (oficialmente: Tour du Sénégal) é uma corrida ciclista por etapas que se disputava em Senegal.
Criou-se em 1970 de forma amador ainda que não se começou a disputar regularmente desde a sua segunda edição em 2001 sendo a partir de dito ano profissional enquadrada na categoria 2.5 (última categoria do profissionalismo) excepto em 2003 que foi amador de categoria 2.6 (máxima categoria amador). Desde a criação dos Circuitos Continentais UCI em 2005 fez parte do UCI Africa Tour, dentro da categoria 2.2. (igualmente última categoria do profissionalismo). Desde 2009 deixou de ser profissional, sendo a sua última edição em 2010. Para o ano 2016 regressa novamente à categoria 2.2 dentro dos Circuitos Continentais UCI fomando parte do UCI Africa Tour.
Progressivamente foi reduzindo os seus dias de competição tendo desde prólogo + 12 etapas da edição de 2001 até prólogo + 7 etapas da edição de 2010. Sempre acabando em sua capital, Dakar.

## Palmarés
Em amarelo: edição amador.
| Ano       | Ganhador             | Segundo                | Terceiro              |
| --------- | -------------------- | ---------------------- | --------------------- |
| 1970      | Hakim Hamza          | Chibane Belkacem       | H. Abdallah           |
| 2001      | Christophe Lebarbier | Abdoulaye Thiam        | Jacques Castagn       |
| 2002      | Andris Naudužs       | Leonardo Scarselli     | Thierry David         |
| 2003      | Leonardo Scarselli   | Abdelati Saadoune      | Cherif Merabet        |
| 2004      | Mariano Giallorenzo  | Philippe Schnyder      | Stéphane Botherel     |
| 2005      | Alexandre Lecocq     | David Jungles          | Pascal Bouba          |
| 2006      | Lukasz Podolski      | Erwann Lollierou       | Frédéric Geminiani    |
| 2007      | Adil Jelloul         | Abdelati Saadoune      | Anthony Rigault       |
| 2008      | Joeri Calleeuw       | Faysal Shaban Alsharaa | Ivan Viglasky         |
| 2009      | Stéphane Roger       | Ahmed Hafiz            | Amr Mahmoud           |
| 2010      | Massamba Sarré Diouf | Stéphane Roger         |                       |
| 2011-2014 | Não se disputou      | Não se disputou        | Não se disputou       |
| 2015      | Zouhair Rahil        | Patrick Kos            | Steve Houanard        |
| 2016      | Abdellah Ben Youcef  | Abderrahmane Hamza     | Abderrahmane Mansouri |
| 2017      | Islam Mansouri       | Médéric Clain          | Lucas Carstensen      |
| 2018      | Dan Craven           | Abderrahmane Hamza     | Rick Nobel            |

## Palmarés por países
| País     | Vitórias |
| -------- | -------- |
| França   | 3        |
| Argélia  | 3        |
| Itália   | 2        |
| Marrocos | 2        |
| Letônia  | 1        |
| Polónia  | 1        |
| Bélgica  | 1        |
| Senegal  | 1        |
| Namíbia  | 1        |